# Holmöns distrikt
Holmöns distrikt är ett distrikt i Umeå kommun och Västerbottens län. Distriktet omfattar Holmöarna i södra Västerbotten och är landskapets såväl som länets befolkningsmässigt minsta distrikt.

## Tidigare administrativ tillhörighet
Distriktet inrättades 2016 och utgörs av Holmöns socken i Umeå kommun.
Området motsvarar den omfattning Holmöns församling hade 1999/2000.

## Tätorter och småorter
I Holmöns distrikt finns en småort men inga tätorter.

### Småorter
- Holmön